# Francesc I Crispo
Francesc I Crispo fou el dècim duc de l'Arxipèlag i de Naxos, baró d'Astrogidis, senyor de Milos (1376-1383), de Santorí, d'Andros (fins a 1384 en què el va cedir al seu gendre Pietro Zeno casat amb la filla Petronela), d'Astipàlea, Delos, Ios, i consenyor d'Amorgos.
El 1383, sent senyor de Milos des de 1376, va agafar el poder en una revolta armada i es va casar amb la princesa Fiorenza Sanudo (Fiorenza II Sanudo), filla de Marco Sanudo (fill de Guillem I Sanudo, quart duc de Naxos i de l'Arxipèlag)
Va morir el 1397 i la seva dona li va sobreviure. El va succeir el seu fill Jaume I Crispo. La senyoria de Ios fou llegada al seu fill Marc I Crispo.